# Sopa a la minuta
La sopa a la minuta es un plato típico de la gastronomía peruana.
Se trata de una sopa casera, económica, ligera y rápida de preparar, cuya receta se conoce desde finales del siglo XIX. Puede que haya llegado con la inmigración italiana al Perú. Originalmente se preparaba con fideos delgados finos y se espolvoreaba queso parmesano.
Actualmente la sopa a la minuta se elabora a base de un aderezo básico de cebolla, ajo y tomate a la que se añade carne molida o picada. Posteriormente, durante la cocción, se añade fideos cabello de ángel, huevo, leche y orégano seco. La expresión «a la minuta» hace referencia a la rapidez de su preparación y cocción.